# 카이바르 전투
카이바르 전투(Battle of Khaybar)는 629년(628년임. 헤지라력 6년) 무함마드 세력과 유대인 간에 일어난 전쟁으로 카이바르 인근의 오아시스를 놓고 일어난 것이다. 현재 사우디아라비아의 헤자즈와 메디나에서 150km 정도 떨어진 곳에 해당하는 곳이다.
무슬림 자료에 따르면 무슬림의 공격 후 양측이 협의에 이르러 유대인들이 성벽에 갇혀 살게 됐다고 한다.(무함마드 전기에 따르면 그냥 카이바르라는 마을은 사라졌다.)
공격 이유로 윌리암 몽고메리 와트는 당시 바누 나디르가 무함마드와 아랍세력에게 적대적인 태도를 보였기 때문이었다고 보았다. 이외의 것으로는 더욱 무함마드의 세력을 넓히려는 의도와 정복활동을 본격적으로 이루려는 노력에서 일어난 것이었다.
카이바르에 살던 유대인들은 마침내 굴복해 무슬림에게 매년 생산량의 절반 이상을 바친다는 조건으로 오아시스 근처에 살게 됐다.(카이바르에 살던 유대인 전부가 생산량의 절반을 바친다는 협약을 맺은 것이 아니다. 두개의 요새를 제외하고는 죽임을 당하거나 포로가 되었다. 이런 딜을 한 부족은 파닥Fadak 사람들이다) 그러다 수년 뒤에는 우마르 칼리프에 의해 쫓겨났다. 이슬람 율법상 유대인이 무슬림에게 바쳐야 하는 것은 지즈야라고 하는 인두세였다.
카이바르 전투에서는 흥미로운 일이 많이 일어났는데 요새를 하나하나씩 점령하는 것은 물론 유대인들의 양떼를 훔치기도 했으며, 보물을 가지고 있던 키나나 알 라비를 고문하고 그녀의 아내인 싸피야와 결혼하고 첫날밤을 보내기도 한다.

## 전쟁 전 상황

### 7세기 카이바르
7세기 카이바르 일대는 유대인 세력이 장악하고 있었다. 방어를 위해 방패와 장벽, 검, 요새 등을 구비해놓고 있었다. 과거 학자들은 이슬람 세력이라기보다는 내부 집단 간 싸움을 무마하기 위해 무기를 마련했을 것으로 보기도 하는데 바글리에리는 미래를 위해 대비한 것이라고 주장한다. 이곳을 기점으로 여러 유대인이 무역을 위해 떠나곤 했는데 대개는 20여 개의 천과 500여 개의 망토와 보석 등을 갖고 있었다.

### 후다비야 조약
628년 무슬림들이 단체로 성지 순례를 떠날 때 여러 협상 끝에 평화 협정을 맺었으나 전쟁이 일어나고 말았다. 사실 이는 일전에 무함마드가 체결한 것에 대한 불만 요소도 포함돼 있었다.
학자들은 무함마드가 세력 불안을 불식하고 전쟁을 일으킴으로써 세력을 굳히려 했다는 데 동의한다. 바글리에리도 침략사가 세력 확장을 꾀하고 자금과 가축을 약탈하는 것이었다고 주장한다. 스틸맨은 더해서 전쟁으로 다른 무슬림 공동체와 연결로를 단독으로 확보함으로써 세력 확장을 자연스레 이어가고 인근 외곽 탐방을 이루려 했다고 보기도 했다.

## 전투

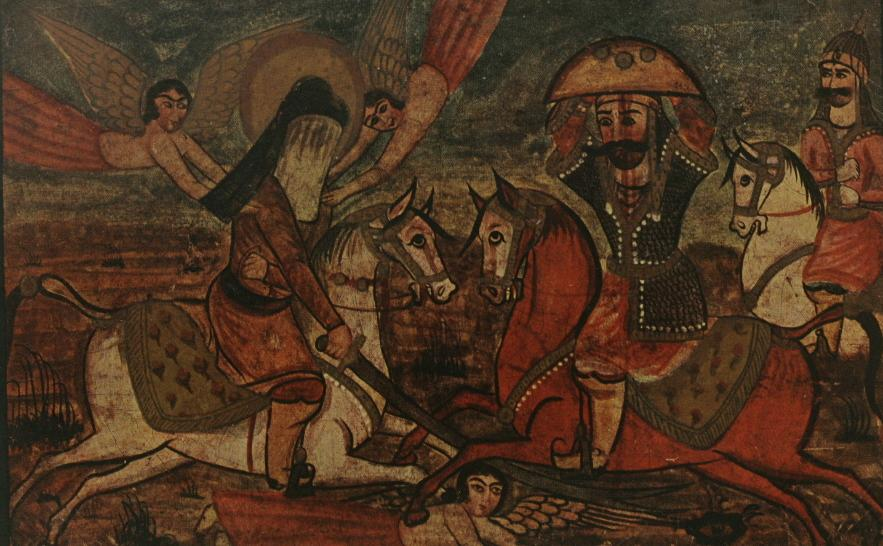
알리 이븐 아부 탈립

전투 전 카이바르 사람들은 전쟁에 대해 생각도 없었다. 무슬림은 628년 5월 침략했다. 여러 출처에 따르면 병력이 1,400-1,800에 이르렀으며 100-200마리의 말을 타고 왔다고 한다. 일부 여성들도 군에 참전했으며 병사 간호를 위해 참가했다. 1만의 병력이던 카이바르 사람들에 비해 이슬람 전력은 너무도 작았지만 무슬림 세력은 오히려 적은 병력으로 탄력적인 병법 운용을 꾀할 수 있었다. 소리 없이 3일 만에 진격하는 방법을 택한 것이다. 이에 도시 사람들은 충격에 휩싸였다. 다시 말해 카이바르 사람들 자체가 지나치게 방만했다는 뜻이기도 하다.
유대인들은 공격적인 태도로 일관됐고 무슬림 군대 측보를 공격했다는 이유로 더 큰 죄값을 치러야 했다. 무슬림의 공격 작전이 시작되자 당대 최고이던 카이바르 궁사들이 공격했고 50명 이상의 무슬림 병사가 죽었다. 5일 내내 별다른 성과가 없자 무슬림 측에서는 유대인 첩보원을 매수해 나임 요새를 공격할 것을 지시 받았다.

## 전후 상황
무함마드는 여러 율법자들과 만나 항복자들을 어떻게 구슬릴 것인가에 대해 논의했다. 협정 내용 중에 하나는 유대인이 이 지역을 떠나며 모든 재산을 포기할 것이었다. 반대로 무슬림은 어떠한 전쟁 행위도 추진하지 않으며 상해를 입히지 않기로 했다. 협상 후 몇몇 유대인이 무함마드에게 찾아가 절반을 바칠테니 거주하게 해줄 것을 간청했고 그가 이를 받아들였다.
당시 상황에 대해 이븐 히샴이 쓴 것에는 무슬림이 마음만 먹으면 유대인을 추방할 수 있다고 적혀 있는데 현대 학자들은 이것이 후대 유대인 추방을 정당화하기 위해 추가된 것으로 보고 있다. 이는 딤미의 지위를 규정하고 제약을 두는 데 결정적인 증거이자 척도가 된다.
전쟁 후 무함마드와 그의 추종자들 세력이 크게 늘어났으며 베두인 족을 포섭하는 한편 이슬람교 개종 인구도 늘어나 18개월 후 메카를 장악하게 된다.